# مصباح الأفيون

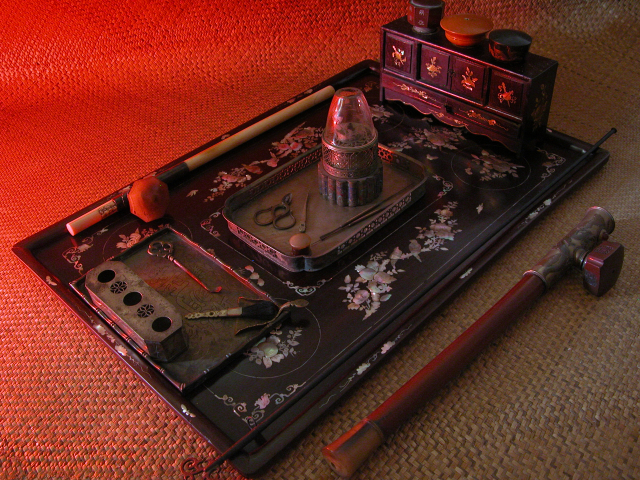
أدوات تبخير الأفيون: غليون أفيون، ومصباح أفيون، وأوعية غليون احتياطية، وأدوات أخرى مرتبة على صينية تخطيط؛ يوجد أنبوب أفيون ثانٍ في مكان قريب.

مصباح الأفيون: هو مصباح زيتي مصمم خصيصًا لتسهيل تبخير واستنشاق الأفيون. تختلف مصابيح الأفيون عن المصابيح التقليدية في الإضاءة من حيث أنها مصممة لتوجيه كمية محددة من الحرارة إلى الأعلى من خلال مداخنها التي على شكل قمع.
تم وضع أنبوب الأفيون؛ وهو وعاء الأنبوب الخاص به المجهز بجرعة صغيرة من الأفيون المعروف باسم "الحبة"، فوق مصباح الأفيون مما يؤدي إلى تبخر الأفيون والسماح للمدخن باستنشاق الأبخرة.

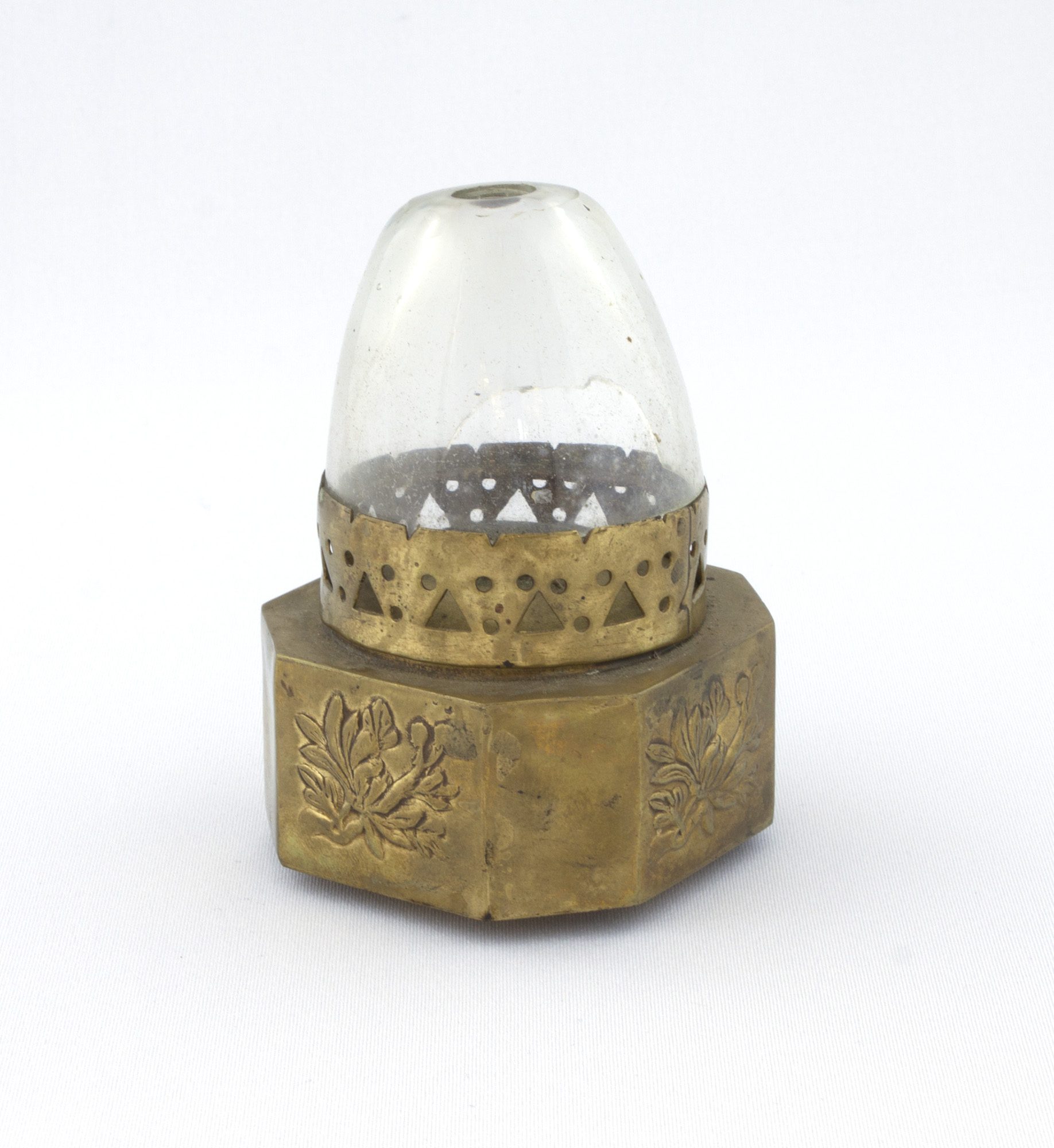
مصباح الأفيون الاستنساخي الذي تم إنتاجه بكميات كبيرة تم تصنيعه لتجارة الهدايا التذكارية حوالي عام 1950، مجموعة (يو بي سي)

صُنعت مصابيح الأفيون بشكل رئيسي في الصين قبل أن تؤدي الثورة الشيوعية في عام 1949 إلى توقف تدخين الأفيون بشكل مفاجئ هناك. استمر إنتاج مصابيح الأفيون على نطاق صغير في هونغ كونغ وأجزاء من جنوب شرق آسيا بما في ذلك فيتنام حتى منتصف الستينيات.
تُصنع مصابيح الأفيون عادةً من نوع واحد أو أكثر من المعادن مثل الفضة أو النحاس أو "الباكتونج؛ وهي سبيكة تُعرف أيضًا باسم فضة النيكل". في كثير من الأحيان كانت الأجزاء المعدنية للمصباح مزينة بطريقة المُجْتَزع . وكانت المدخنة المميزة لمصباح الأفيون مصنوعة من الزجاج.
تم إنتاج المصابيح غير المكلفة المصنوعة بالكامل من الزجاج المقولب بكميات كبيرة، وعادة ما توجد قطع منها في المستوطنات الصينية التاريخية، مثل مواقع المعسكرات الصينية السابقة في حقول الذهب في كاليفورنيا. يبحث هواة الجمع عن أمثلة لمصابيح الأفيون المصنوعة من زجاج بكين.
بسبب حملات القضاء على الأفيون في القرن التاسع عشر وأوائل القرن العشرين، أصبحت مصابيح الأفيون العتيقة نادرة الآن.

## قراءة المزيد
ستيفن مارتن، فن تحف الأفيون (كتب دودة القز، 2007). أوصاف مصورة لأدوات تدخين الأفيون الصينية والفيتنامية العتيقة.